# Тюльпан бузький
Тюльпа́н бу́зький (Tulipa hypanica) — рідкісна багаторічна рослина родини лілійних, яку також розглядають як синонім Tulipa biebersteiniana Schult. & Schult.f. Ендемік України, занесений до Червоної книги України у статусі «Вразливий». Декоративна культура.

## Опис
Багаторічна трав'яниста рослина 15-35 см заввишки, геофіт, ефемероїд. Цибулини яйцеподібно-кулясті 3-5 см завдовжки. Старі покривні луски темні, майже чорні, молоді — коричневі. Стебла підведені, вгорі зігнуті. Листки 8-22 см завдовжки, лінійно-ланцетні з гострою верхівкою, здебільшого спрямовані косо вгору, вздовж складені, зверху сизуваті. Квітки поодинокі (зрідка по 2), 16-35 мм завдовжки, жовті, з рожево-червоним відтінком на зовнішніх пелюстках. Зовнішні листочки оцвітини набагато вужчі за внутрішні. Плід — коробочка 13-25 мм завдовжки.

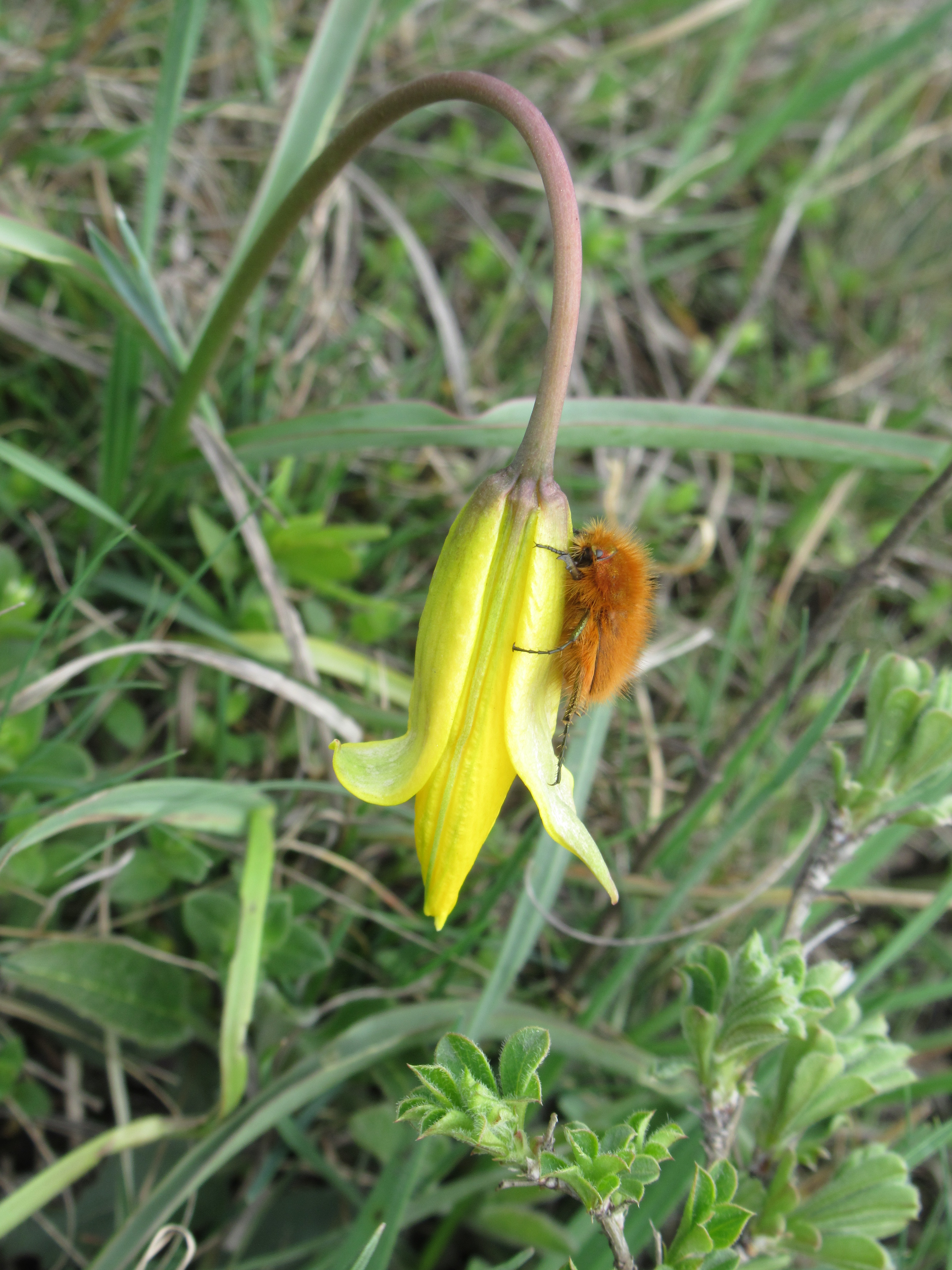
Хрущик-лисичка - запилювач і фітофаг тюльпана бузького

Цвітіння відбувається у квітні, плодоносить у травні. Розмножується насінням та вегетативно (цибулинами).

## Поширення

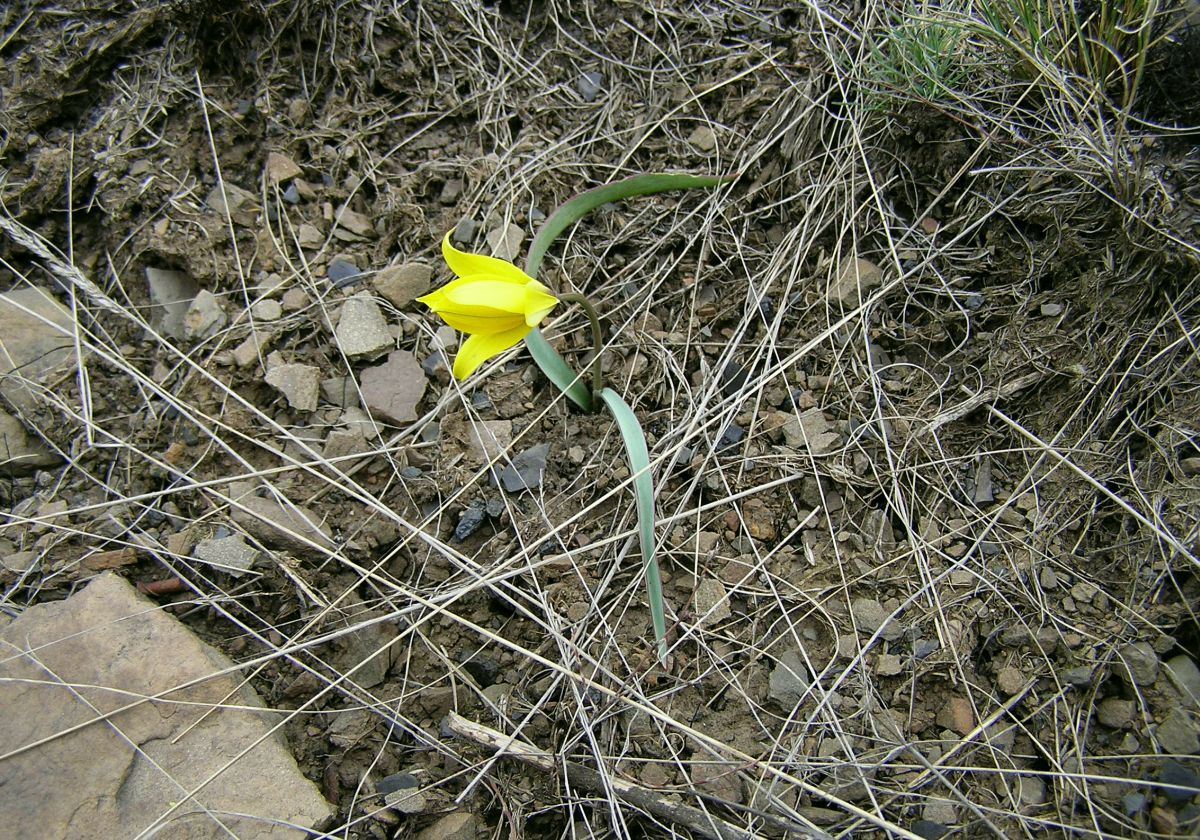
Тюльпан бузький віддає перевагу кам'янисто-щебенистим ґрунтам. Ця особина знайдена в Іллірійському заказнику.

Ареал виду охоплює Західне і Північне Причорномор'я. В межах України тюльпан бузький розповсюджений у правобережному степу між Дністром і Дніпром. Рослина світлолюбна, помірно посухостійка. Трапляється у заростях степових чагарників, справжніх і кам'янистих степах, на відслоненнях вапняків і гранітів.

## Значення і статус виду
Популяції тюльпану гранітного щільні, місцями внаслідок успішного вегетативного розмноження утворюють густі скупчення (до 100 особин на 1 м²). На ділянках із сильним антропогенним впливом щільність заростей значно зменшується. На стан популяцій негативно впливають збирання квітів для букетів, витоптування, випасання худоби, зміни середовища внаслідок заліснення, розорювання степів, будівництва.
Рослина охороняється в природному заповіднику «Єланецький степ» та національному природному парку «Бузький Гард», культивується у ботанічних садах. За своїми декоративними якостями тюльпан бузький наближається до таких близьких видів як тюльпан дібровний, скіфський, гранітний, змієлистий.